# Антропософия
Антропосо́фия (от греч. ἄνθρωπος — человек и σοφία — мудрость) — религиозно-мистическое учение, выделившееся из теософии, основанное в 1912 году Рудольфом Штейнером с целью открыть широкому кругу методы саморазвития и духовного познания с помощью мышления человека. Автором и последователями учения характеризуется как «наука о духе».
В отличие от теософии, антропософия опирается на христианскую мистику неортодоксального для Запада характера и европейскую идеалистическую традицию (в частности, на учение Гёте; сам Штейнер обозначал антропософию как «гётеанство XX века»). В основании антропософии располагались также идеи и предположения пифагорейской и неоплатонической мистики, каббалистики, веданты и немецкой натурфилософии.

## Антропософская медицина
Антропософская медицина — форма альтернативной медицины, основанная на оккультных представлениях.

## Гётеанум — центр Антропософского движения
Всемирный центр Антропософского движения находится в Швейцарии вблизи Базеля в городке Дорнах в здании, названном в честь Гёте — Гётеанум. Архитектура здания по замыслу Рудольфа Штейнера должна воплощать Вселенную. При отделке породы дерева подбирались, как для скрипки, — чтобы были ощутимы вибрации всех искусств. В строительстве первого здания Гётеанума принимали участие представители русской интеллигенции — Андрей Белый и Максимилиан Волошин.

## Российское антропософское общество
«Русское антропософическое общество» было торжественно открыто в Москве 20 сентября 1913 года в день «Закладки Камня Основы первого Гетеанума» в Дорнахе (по согласованию с Рудольфом Штайнером). Общество было запрещено советским правительством в 1922 году. Участники антропософского общества в России были арестованы ГПУ в 1934 году.
В 1990-е гг. «Антропософское общество России» возобновило свою работу по адресу Москва, Нащокинский пер., 6
Наряду с АОР в России существует антропософское движение.

## Известные последователи учения
- Андрей Белый[9][10]
- Лев Кобылинский
- Максимилиан Волошин
- Маргарита Волошина (Сабашникова)
- Михаил Чехов
- Бруно Вальтер
- Йозеф Бойс
- Григорий Колпакчи
- Альберт Швейцер
- Виктор Ульман
- Карен Араевич Свасьян
- Дмитриева, Елизавета Ивановна
- Штеффен, Альберт
- Щуцкий, Юлиан Константинович[11]
- Прокофьев, Сергей Олегович
- Панченко-Миль, Инна Ивановна

## Научная литература
критическая
- Беспаленко П. Н., Римский В. П. Политико-идеологические и социокультурные основания типологии нетрадиционных религий // Известия Тульского государственного университета. Гуманитарные науки. — Тула: Тульский государственный университет, 2009. — № 1. — С. 3—13.
- Кэррол Р. Т. Вальдорфские школы // Энциклопедия заблуждений: собрание невероятных фактов, удивительных открытий и опасных поверий = The Skeptic's Dictionary: A Collection of Strange Beliefs, Amusing Deceptions, and Dangerous Delusions. — М.: «Диалектика», 2005. — С. 31—35. — ISBN 5-8459-0830-2.

аффилированная
- Антропософия : [арх. 21 сентября 2023] / Казачков С. В. // Анкилоз — Банка. — М. : Большая российская энциклопедия, 2005. — С. 90—91. — (Большая российская энциклопедия : [в 35 т.] / гл. ред. Ю. С. Осипов ; 2004—2017, т. 2). — ISBN 5-85270-330-3.